# St. Leonhard (Graz)
Pour les articles homonymes, voir Sankt Leonhard.
St. Leonhard (ou Sankt Leonhard, soit en allemand « Saint-Léonard ») est le 2e arrondissement de la ville autrichienne de Graz, capitale de la Styrie, situé à l’est du centre-ville. Il avait 14 756 habitants au 1er janvier 2023 pour une superficie de 1,83 km2.

## Lieux et monuments
On trouve notamment à St. Leonhard :
- l’Université technique de Graz,
- l’église du Sacré-Cœur-de-Jésus.